# Haplophaedia
Haplophaedia là một chi chim trong họ Chim ruồi.